# Otton Ier (empereur du Saint-Empire)
Pour les articles homonymes, voir Otton Ier.
Otton Ier du Saint-Empire, surnommé en allemand Otto der Große (Otton le Grand en français), né le 23 novembre 912 à Wallhausen (Saxe) et mort le 7 mai 973 au palais familial de Memleben (Thuringe), est l'un des plus célèbres souverains allemands du Moyen Âge, fondateur du Saint-Empire romain germanique.
Fils d'Henri Ier l'Oiseleur et de Mathilde de Ringelheim, il doit son prénom à son grand-père le duc de Saxe Otton qui, agonisant, meurt huit jours après sa naissance, le 30 novembre 912. Le jeune Otton succède à son père, duc de Saxe (Basse-Saxe et Saxe-Anhalt actuelles) et roi de Francie orientale ou Germanie, mort le 2 juillet 936. Il s'impose alors en souverain politique de plus en plus incontesté malgré les premières révoltes. De roi de Germanie, il finit par accaparer la fonction puis la dignité impériale en 962 jusqu'à sa mort en 973. Il est enterré selon son souhait dans la cathédrale de Magdebourg, sa nouvelle capitale.
Durant un long règne, il donne à la royauté germanique un rayonnement et un prestige hors pair, tant par le sens de la gestion politique que par les victoires militaires. Il se proclame roi d'Italie après avoir épousé en 951 la reine Adélaïde, veuve du roi Lothaire. Il parvient à s'impliquer dans la délicate politique italienne et restaure la dignité impériale à son profit. Il est élu par ses vassaux et couronné empereur des Romains par le pape Jean XII en 962. La dynastie dite ottonienne ou saxonne se poursuit par trois autres règnes d'empereurs, ses descendants et successeurs, jusqu'en 1024.
Par ses réformes administratives privilégiant le clergé épiscopal et la collégialité des prélats et princes au détriment des monastères, Otton est le véritable fondateur du Saint-Empire romain germanique même si cette dénomination n'apparaît qu'au XVe siècle. Cette première entité politique dénommée en allemand moderne Reich perdure jusqu'en 1806. Dès le début de son règne impérial, Otton marque la volonté d'extension vers l'Est de son royaume et de son Empire, avec Magdebourg pour capitale, rompant avec la tradition carolingienne centrée sur la Lotharingie (Metz et Aix-la-Chapelle).

## Le monde franc, le duché saxon et l'Europe occidentale avant le règne d'OttonIer

L'Europe après le traité de Verdun.

L'empire carolingien, divisé en trois royaumes lors du partage de Verdun de 843, s'effondre dans un long processus d'agonie après les vicissitudes des guerres civiles enclenchées dès 855, puis les troubles et les nombreux conflits régionalisés. En 887, l'empereur Charles le Gros, atteint d'une maladie neurologique, est destitué à la diète de Tribur. Le mode électif est rétabli de facto par les princes, soucieux d'accroître leurs domaines et surtout de conserver leurs autorités régionales en évitant d'être liés à un souverain fort titulaire de l'imperium.
La Lotharingie impériale est déjà démantelée, ayant subi les ambitions de princes, d'anciens serviteurs ou courtisans des puissants Carolingiens, ou de guerriers opportunistes prompts à tenter l'aventure régalienne. Après avoir perdu le pouvoir en Italie, ce cœur de l'empire carolingien laisse la dissidence se généraliser : Boson se proclame roi de Provence en 879, puis Rodolphe fait de même en Bourgogne en 888.
S'enclenche dans le monde franc une course à la royauté. Suivant le modèle lotharingien, les royautés traditionnelles carolingiennes de Francie occidentale (France) et de Francie orientale (Germanie) sont menacées d'être déchirées par des tensions internes et rivales. Accaparées par des luttes intestines de palais, elles voient surgir de multiples autres entités autonomes contestant leur unique prétention régalienne. Le titre impérial vacant, saisi une dernière fois au terme d'une lutte politique sanguinaire par le roi de Francie orientale ou de Germanie, Arnulf de Carinthie, en 896, ne change nullement l'évolution politique chaotique. Ce souverain carolingien trépasse d'ailleurs rapidement, ne laissant qu'un héritier légitime, Louis l'Enfant, sur le trône de Germanie. Son règne frappé du sceau de l'impuissance est éphémère : de 899 à 911. Un bâtard royal, Zwentibold, qui a obtenu les derniers lambeaux obéissants de la Lotharingie en 895, est tué par ses sujets en 900. La maison carolingienne cumulant pourtant une foule de privilèges ne peut se redresser, ses membres agités et divisés voient le trône de Germanie leur échapper après la mort de Louis IV en 911.
Le duché saxon conserve un puissant particularisme, préservé par les besoins de défense des marches slaves et scandinaves menacées. Le duc n'est alors qu'un puissant chef de guerre, cette structure archaïque du monde germanique n'ayant été tolérée par l'autorité carolingienne que par nécessité pratique. Alors que les troubles ravagent l'Europe occidentale et que le pouvoir carolingien se désagrège, un simple comte, Otton le Pacifique, parvient à saisir l'ancienne fonction à compétence élective. Il mêle alors son administration comtale, legs carolingien, à la fonction ducale archaïque. Il ne reste plus à son fils Henri qu'à fonder, sur cette insolite assise de gestion et de commandement, une dynastie royale, d'autant plus puissante qu'elle sait résorber le chaos. Patient, Henri ne se bat pas pour la couronne, qui lui est alors donnée en reconnaissance de la force saxonne.

### Un temps d'insécurité, de corruption et d'incertitudes
Des menaces extérieures pénètrent au cœur du monde franc qui a thésaurisé dans les églises et les palais. Les Normands ou autres Vikings, depuis plus d'un siècle, terrorisent les côtes et s'enhardissent à remonter les rivières et à en saccager les rivages. Leurs armées prennent maintenant pied pour assiéger les villes ou imposer de lourds tributs. Encore plus incisives et plus féroces, les hordes des Magyars, ancêtres des cavaliers hongrois, déferlent sur l'est de l'Europe à partir de 900 et installent parfois une armée de pillage.
Le délitement et la vacance du pouvoir impérial entraînent la décadence de l'Église et des monastères, alors sous l'emprise ou la commende des pouvoirs politiques laïcs, puis des guerriers rivaux. Dans les différents principautés et royaumes émergents d'Occident, les rois et les princes respectant les principes carolingiens nomment des évêques et des abbés choisis dans leur famille proche. Les clans familiaux apparentés s'empressent d'accaparer tous les postes de dignitaires et ainsi de cumuler les revenus. Un bon évêque ou abbé est un enfant ou un laïc dont la famille fortunée se réclame de la lignée noble princière ou aristocratique régalienne, mais l'esprit de solidarité familiale ou à défaut vassale est exigé en retour de l'autorité régalienne. Toute récompense, jouissance ou fœdum, attribution d'un titre ou d'un bien, exige en retour le ministerium, c'est-à-dire un service approprié à des règles d'équivalence honorables, calibrées. Les dignités ecclésiastiques accaparées suivent ce modèle qui commence à s'appliquer à toutes les fonctions de commandement militaire ou administratives. Il arrive parfois que les évêques aient femmes et enfants malgré l'interdiction qui leur est faite de se marier après leur consécration. Ils cumulent souvent diverses charges épiscopales et ne résident pas dans leur paroisse ou diocèse, comme l'unique charge épiscopale l'imposait aux temps mérovingiens. Aussi, la vie dissolue de certains prêtres et la simonie, c'est-à-dire le vol et le trafic des objets de cultes par les servants, se répandent en absence d'exemplarité dirigeante. Une église presbytérale ou un monastère, dépourvus de ressources après un pillage ou un accaparement des biens fiscaux, peuvent sombrer dans la misère ou souvent laisser la vie commune entrer en décadence s'ils conservent l'usufruit de dîmes et de richesses temporelles.
La papauté, dignité prestigieuse de la chrétienté d'Occident, est l'objet de féroces rivalités politiques entre les grandes familles aristocratiques romaines. Le pouvoir religieux du métropolite romain en sort émoussé, alors que les invasions païennes ou musulmanes menacent. Des papes parfois médiocres et immoraux se succèdent durant une grande partie du Xe siècle. En 954, Jean XII devient pape à l'âge de 18 ans. Il ne pense qu'à faire la cour aux femmes, à festoyer et à participer aux parties de chasse.

### La Francie orientale
Au Xe siècle, la Francie orientale est limitée à l'ouest par le Rhin, au Nord par la mer du Nord, le Jutland et en théorie par la mer Baltique même si elle ne domine plus ses côtes, à l'est par l'Elbe, la Saale et la Bohême jusqu'à l'Inn, et enfin au sud par le lac de Constance, environnée des Alpes. La population est inégalement répartie en quatre noyaux denses de population : Franconie, Souabe, Saxe, Bavière. Elle tend à se concentrer à proximité des vallées du Rhin, de la Weser et du Danube à l'ouest et dans une moindre mesure celles de l'Elbe et de la Saale à l'est dont les bordures orientales à reconquérir sous forme de marches militaires échappent partiellement au pouvoir,. Rivières et fleuves sont des voies navigables importantes pour le commerce et le négoce. À partir du Xe siècle, partout, le nombre des hommes commence à augmenter et la superficie des forêts en plaine et en montagne diminue au profit d'une expansion agricole sur les bons sols de plaine et surtout des Börde entre plaine et montagne. L'exploitation de massifs argentifères dans le massif du Harz en Saxe apparaît fondamentale pour la stabilité monétaire saxonne,. Le développement des techniques métallurgiques ultérieures explique aussi l'hégémonie saxonne.
À côté des grands axes à la fois fluviaux et terrestres menant vers les cols de Rhétie, la Francie orientale est parcourue par des routes commerciales reliant l'Occident et l'Est. La plus ancienne et la plus prestigieuse est la Helweg, longeant en ses nombreux diverticules les premiers reliefs des massifs hercyniens surplombant la plaine germano-polonaise et qui, au-delà du Rhin, gagne Aix-la-Chapelle, voire Liège, Saint-Quentin ou Paris. Vouées principalement au commerce des esclaves et des grains, des métaux et des fourrures, les autres routes rejoignent l'axe Nord-Sud formé par la succession de la vallée du Rhin ou de la Meuse à l'occident ou par l'Elbe à l'orient ; elles coupent la vallée de la Weser ou les multiples affluents méridionaux du Danube ou renforcent l'axe fluvial du Danube ou du Main. De riches villes prospèrent au bord de ces fleuves, comme Mayence, Augsbourg ou Ratisbonne.
Au Xe siècle, la Francie orientale, nommée encore Germanie si on inclut les marches orientales, est divisée en quatre grandes entités : la Bavière, la Saxe, la Souabe et la Franconie, qui s'affirment en duchés ethniques. Les familles nobles à leur tête, principalement descendantes des aristocraties carolingiennes ou des anciens leudes mérovingiens, possèdent d'immenses domaines. Pour assurer leur hégémonie, elles ont, pendant le second IXe siècle, dévasté ou laissé dévaster les domaines et contrées hostiles à leur autorité. Ainsi, si elles dirigent souvent un centre de pouvoir riche et dense, elles ne sont pas obéies aux frontières qui sont périodiquement saccagées, surtout si leur territoire est formé de massifs aux nombreuses vallées, lieux de refuges. Conscients de l'escalade de ce jeu de destruction entre rivaux, les familles princières de Souabe et de Franconie craignent vite les maîtres militaires des marches, en partie slavisés, que sont les ducs de Bavière et de Saxe. S'ils sont parvenus au pouvoir, ils ne peuvent être sortis victorieux que d'un jeu guerrier d'élimination. Le maintien de la royauté de Germanie qui échoit à une maison de Franconie est une stratégie pour garder la haute main sur la hiérarchie religieuse et administrative et pour mener des actions militaires aux frontières[réf. nécessaire].
- La Franconie est âprement disputée par les deux familles franques Bamberg et Conrardin en lutte constante. Elle est centrée sur la vallée du Main, englobe l'essentiel des collines et montagnes de Hesse et s'étend du nord du Neckar jusqu'au contrefort de Thuringe et du Jura franconien.
- La Bavière, habitée par des populations mixtes, à la fois germaniques et slaves, s'étend des contreforts alpins à la Thuringe, limitée à l'ouest par le Lech et à l'est par les Monts de Bohême et la rivière Enns. La famille carolingienne de Louis le Germanique a réussi à conserver le bénéfice du duché. Son petit-fils Arnoul l'a légué au duc Léopold qui lance des marches entre Bohême et Carinthie et rêve de prendre pied en Italie pour ceindre la couronne impériale.
- La Souabe rassemble une fraction du duché d'Alémanie entre Franconie et Rhétie, entre vallée rhénane à l'ouest et du Lech à l'est. Elle est dirigée par une dynastie souabe du lac de Constance. Elle englobe l'Alsace de Bâle à Spire depuis 912 et ne cesse d'affirmer sa souveraineté sur les cols du haut bassin de l'Adige.
- La Saxe s'étend au nord de la Franconie et de la Bavière. La vallée de la Weser est le cœur du monde saxon résistant encore à l'avancée slave avant sa conquête brutale par Charlemagne. Les familles dirigeantes saxonnes, issues de chefs saxons tués, ou capturés et épargnés, se sont converties au christianisme sous le règne de Charlemagne. Elles sont rappelées progressivement au pouvoir sous l'égide carolingienne car le peuple saxon récalcitrant lance de graves révoltes alors que les marches franques en face des Slavonies cèdent. Elles reçoivent une mission de pacification chrétienne et de défense de la marche militaire et s'acquittent en quelques décennies de leur tâche en repoussant lentement et sûrement au-delà de l'Elbe et de la Saale les Slaves païens. Ce faisant, elles ne font que reprendre et christianiser leurs anciennes terres slavisées en deux siècles. Au nord, la frontière avec le Jutland danois est fixée à l'embouchure de l'Eider, et Kiel est le seul poste saxon de surveillance sur la Baltique.

La famille des Ottoniens, qui dirige la Saxe, descend du premier duc Ludolphe, mort en 866. Il a transmis la charge à son fils Odon ou Otton, qui s'empresse de dévier les assauts vers les Slaves de l'Est, pour un temps tranquilles partenaires commerciaux, afin de s'emparer de la Thuringe.
À la mort du dernier roi franconien de Francie orientale, cette famille est une des plus puissantes du pays, parce que pour des nécessités de défense face à des mondes slaves et danois, périodiquement agressifs, une solidarité cantonale de défense à toute épreuve a bénéficié au groupe dirigeant de Saxe. Le chef de guerre consulte et délègue, écoute et décide. De plus, le duc de Saxe a rassemblé et placé sur le front une foule de réfugiés de Germanie, mercenaires casés sur les terres saxonnes reconquises qui gardent des liens même distendus avec leur pays d'origine. Défenseur incontesté du monde franc, il s'impose partout en arbitre. C'est pourquoi Conrad l'a désigné pour la sécurité des siens alors qu'il déteste les Saxons et surtout Henri l'insouciant oiseleur qui, humilié, ne répond plus à ses convocations.

### La naissance et l'affirmation d'une dynastie impériale de Saxe

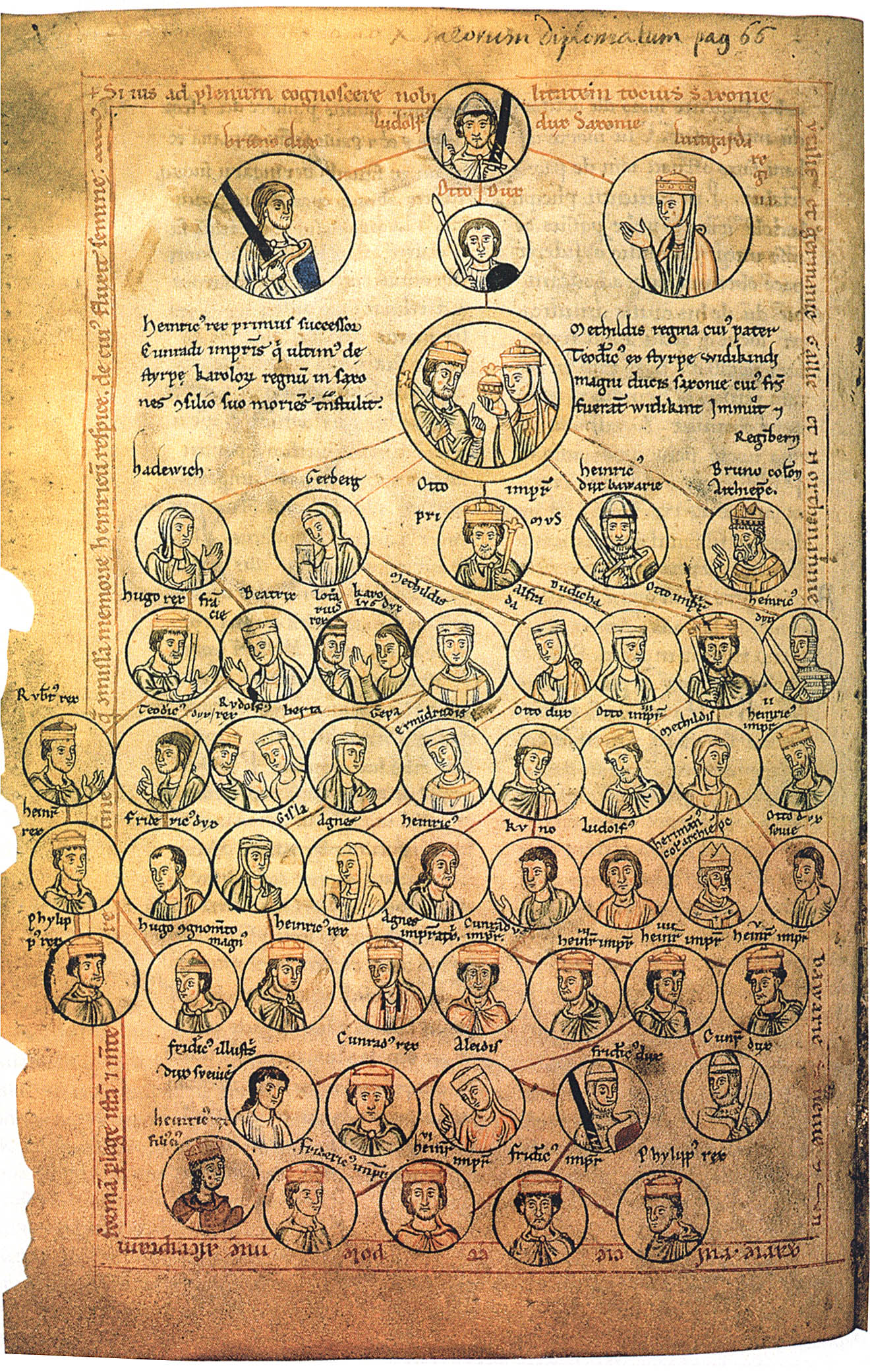
Généalogie des Ottoniens, avec Heinricus rex (Henri l'Oiseleur et Methildis regina (Mathilde de Ringelheim) dans le cercle double. « Otto impr » est leur troisième enfant en partant de la gauche de l'image (Chronica St. Pantaleonis, 2nde moitié du XIIe siècle).

Henri l'Oiseleur, duc de Saxe, est nommé roi de Francia orientalis en 919. Simplement désigné par son prédécesseur pourtant ennemi, il refuse longtemps le sacre pour ne pas donner l'impression que la royauté fait de lui un être à part. Il rencontre par hasard[réf. nécessaire] en 912 Mathilde, fille du comte de Westphalie, Theodoric de Rheingelheim. Il la sort du couvent où elle était éduquée et l'épouse. Elle lui donne cinq enfants : Otton, né en 912, Gerberge, née en 913, Henri, né en 916, Edwige ou Hatwige, née en 920, et Bruno ou Brunon, né en 928.
Ses premiers actes sont en faveur de l'extension de la Francia orientalis aux dépens de la Lotharingie. Il s'agit en particulier d'englober l'Alsace dans le duché de Souabe et d'autoriser la reconquête des contrées du Rhin inférieur. La partie nord de la Lotharingie, qui va de la Frise jusqu'aux bouches de l'Escaut, est annexée par le royaume de Germanie et soumise à la protection saxonne pour éviter les ravages des pirates. C'est l'origine du comté de Frise ou de Hollande. Aix-la-Chapelle, l'ancienne capitale impériale en Lotharingie, est déjà l'objet de convoitises.
Mais Henri inaugure une dynastie atypique qui refuse de lier service régalien et récompense régalienne, ministerium et feodum. Le service se fait pour Dieu et les hommes dans l'intérêt de tous. La récompense n'a pas à être ajustée comme dans une banale tractation commerciale. Le chef de guerre et sa famille ne sont aussi que des enfants du Dieu sauveur.
Henri l'Oiseleur acquiert son prestige grâce aux victoires remportées sur les Slaves, les Danois et les Magyars. Mais il ne peut enrayer les infiltrations et dévastations et entame, pour ne pas perdre la digne figure de protecteur, une série de négociations, en acceptant de payer tributs aux groupes les plus menaçants pour qu'ils épargnent la Francie orientale. Il lui faut trouver des ressources, et le Saxon Henri convoite la Lotharingie morcelée, à la fois riche et en pleine décomposition politique.
En 925, Henri Ier soumet et intègre, après une sanglante bataille, la Lotharingie. Désormais, la vallée de la Meuse puis celle de l'Escaut fixent la frontière entre France et Germanie. Verdun et Bar-le-Duc font partie du royaume de Germanie. Le duc Gisilbert, à la fois sous tutelle et à son service, paie tribut et reçoit mission d'éradiquer le morcellement lotharingien. Henri assure son pouvoir régalien en nommant les évêques et les abbés de Lotharingie, de Souabe et de Saxe. Au cours des règnes ottonides, une partie de la Basse-Lotharingie s'intègre progressivement à la Francie orientale. Avec des renforts guerriers lotharingiens, Henri Ier prend Meissen qui est une forteresse en pays slave. La marche dépasse l'Elbe et la Saale, entamant une longue progression vers l'Oder. Le roi de Germanie reçoit l'hommage de Wenceslas, duc de Bohême. Avec cette alliance de sécurité, il songe à faire plier le duché de Bavière qui s'émancipe avec arrogance. Mais il arrête la guerre fratricide en leur concédant le droit de nomination ecclésiastique, car ils ne sont que des rejetons de l'Empire franc qui reviennent à la négociation et à un modus vivendi.
Avant sa mort, il obtient la promesse des princes germaniques que son fils Otton ou Othon — époux d'Édith d'Angleterre — soit choisi en successeur légitime. Après sa mort survenue le 2 juillet 936, la diète d'Erfurt entérine ce choix et désigne Otton comme successeur. La dynastie saxonne repose dès lors sur le double principe héréditaire et électif.

## Un début de règne chahuté initiant un labeur décennal pour imposer une organisation régalienne
Otton Ier, âgé de vingt-quatre ans, est couronné le 7 août 936 à Aix-la-Chapelle. La cérémonie montre ainsi qu'il veut renouer avec la tradition carolingienne. Les représentants de toutes les communautés de la Francie orientale sont convoqués, mais ce sont les représentants des duchés de la Saxe et de la Franconie qui ont le privilège de lui rendre hommage en premier le 7 août dans l'atrium de la chapelle palatine. Il est ensuite acclamé par le peuple et sacré dans la chapelle par l'archevêque de Mayence Hildebert. Il reçoit ensuite les insignes de son pouvoir : épée, manteau, bracelet, sceptre et bâton de commandement. Au cours du banquet qui suit, les grands honorent le souverain en serviteurs chargés des offices domestiques. Otton entend affirmer sa souveraineté par tous les signes visibles. Il bannit Eberhard, le duc de Bavière, après l'avoir battu car celui-ci avait refusé de lui rendre hommage.
En 937, les premières décisions du roi Otton suscitent des réactions hostiles de la même façon que son sacre fait naître jalousies et envies. Dans la plus pure tradition carolingienne, il doit faire face à une rébellion familiale menée par son frère Henri Ier de Bavière soutenu par le duc Gislebert de Lotharingie, le duc de Franconie Eberhard (en), une partie de la noblesse saxonne. Les conjurés, qui d'abord ne lui obéissent plus, ont l'alliance intéressée du roi carolingien de Francie occidentale, Louis IV d'Outremer, qui entend récupérer l'ancienne capitale impériale de ses aïeux, Aquae ou Aix. Tous les ressorts du pouvoir régalien s'effondrent. Le duché saxon infiltré d'éléments hostiles reste encore obéissant. Toutefois, la Souabe, méprisée par les conjurés, obéit au souverain.
Par des missions diplomatiques, le roi jauge ses soutiens. Il comprend alors qu'un des foyers de l'intrigue se place en Francie occidentale carolingienne. Or les Robertiens, responsables du duché de France, s'y affirment parmi une pléiade d'acteurs hostiles aux Carolingiens. Les Robertiens n'ont pas encore réussi à prendre le commandement de ces forces hostiles, mais le duché de France assure la défense militaire des côtes et des rivages maritimes au profit du royaume ; il garde la marche de Bretagne et surveille les Normands installés par les rois de France. Ils apparaissent en frères des Saxons qui s'opposent et combattent périodiquement Slaves et Danois en Germanie. Otton marie sa jeune sœur Hedwige à Hugues le Grand, puissant guerrier du royaume dont il attend qu'il neutralise toute action guerrière du roi à son égard. Il promet peut-être à terme le royaume à la descendance d'Hugues.
Grâce à l'appui du duc Hermann Ier de Souabe, le grand conseil d'Otton prend l'initiative et parvient à défaire les révoltés lors de la bataille d'Andernach (en) en octobre 939 où les ducs de Lotharingie et de Franconie sont tués. Devant le carnage fratricide qui concerne la plupart des familles dominantes, Otton, victorieux, est ému. Pris de colère, il ne songe d'abord qu'à faire massacrer les responsables capturés et les fuyards. S'il ne peut que pardonner à la majorité des survivants de sa famille, il reporte son courroux sur les autres et pendant des décennies exerce son inflexible vengeance.
Otton pardonne à son frère Henri et rejette la responsabilité sur son entourage et quelques apparentés ambitieux. Il lui confie des responsabilités et le place même à la tête de la Lotharingie. Mais Henri, jaloux et solidaire des anciens conjurés, continue à ruser et à comploter. Il ne se soumet vraiment qu'en 941.
Le roi de France comprend la terrible menace et se sauve par son mariage rapide avec Gerberge, sœur d'Otton et veuve du duc de Lorraine, femme puissante dont il accepte la reprise de la charge de la Lotharingie par son beau-frère Henri. Entrant dans la famille, le roi diplomate s'incline ainsi devant Otton et devient l'égal de son rival Hugues.
Mais Otton n'est nullement satisfait des promesses de Louis IV d'Outremer. Il intervient en France pour assurer la sécurité lotharingienne victime de brigandage et ne s'arrête qu'à Attigny, où la négociation rétablit paix et bonne entente. Otton joue facilement de la rivalité entre ses parents par alliance, les derniers Carolingiens et les Robertiens, les ancêtres des Capétiens, pour assurer son emprise sur la Francie occidentale et par contrecoup sur la Lotharingie enclavée. Il s'efforce de maintenir un équilibre entre les deux maisons afin qu'aucune ne soit assez forte pour revendiquer la Lotharingie. Mais le elles ne le peuvent sans doute pas, étant donné leur impuissance à empêcher les guerres locales.
La Lotharingie, indispensable au prestige royal à cause d'Aix-la-Chapelle, n'est pas le mythique point faible du royaume ottonien. Il faut par contre comme en Germanie réformer l'Église et fixer efficacement les divisions territoriales mouvantes pour assurer un pouvoir régalien stable. L'archevêque Brunon, le plus jeune frère d'Otton, est promu pour surveiller cette évolution largement amorcée : homme fort de la Lotharingie en 954, il est successivement archevêque de Cologne et duc de Lotharingie, cumulant jusqu'à sa mort les deux responsabilités. En 959, il divise en deux son immense principauté ecclésiastique. Ainsi apparaissent :
- la Basse-Lorraine qui regroupe les pagi — ou pays — du Nord-Ouest entre Rhin, Escaut, Meuse et Moselle, incluant la plus grande part du massif des Ardennes ;
- la Haute-Lorraine, pagi méridionaux qui remontent les vallées jusqu'à leurs sources, en particulier celles de la Meuse, de la Saône, de la Moselle et de ses affluents. Ces pays des diocèses de Toul, Metz et Verdun deviennent la Lorraine du XIe siècle.

Pour assurer son besoin de vengeance sur les grandes familles et son pouvoir sur les duchés, Otton aide et suscite un lent réveil de l'affirmation chrétienne sous l'égide des épiscopats. Pour accroître la protection et le relèvement des contrées périodiquement saccagées par les incursions normandes ou hongroises, il incite et tolère une structure cantonale de défense, calquée sur le mode saxon. Les marges des duchés qui perpétuent cet archaïsme saxon bénéficient de la considération du souverain. Ces marges sont souvent émiettées. Les hommes autrefois dénigrés des contrées montagneuses ont grand besoin de protection et entament une sujétion fidèle à l'autorité régalienne, qui exige paradoxalement beaucoup d'eux-mêmes pour le plus grand profit collectif. L'Église de ces zones marginales, souvent dominées par d'anciennes structures abbatiales, est contrainte d'accepter le retour de visites pastorales, puis la légitime surveillance de l'évêque affirmant les droits régaliens. Une inversion des lieux de pouvoir commence à poindre : le cœur des duchés autonomes, souvent récalcitrants aux décisions royales, semble désormais sous la menace de marges obéissant aux évêques alliés du pouvoir régalien.
Dans le même but, le roi multiplie les surveillances et les alliances matrimoniales. Son fils aîné Ludolphe épouse ainsi l'héritière du duché de Souabe dont il devient duc après la mort de son beau-père. En mars 953, une révolte éclate au cœur du royaume. Elle est menée par son fils Ludolphe et son gendre Conrad le Roux, ancien duc de Lotharingie. Si le premier craint d'être évincé de la succession au profit du fils qu'Otton attend de sa seconde épouse Adélaïde, le second trouve qu'il ne participe pas assez aux décisions du royaume alors que les hommes de Souabe lui ont sauvé la mise en début de règne. Beaucoup d'hommes du passé carolingien, évêques et nobles autrefois favorisés et victimes des réformes politiques et administratives se joignent à la rébellion. Mais le roi peut compter sur la Saxe et la Lotharingie de Brunon, sur les marges émergentes des duchés de plus en plus populeuses. La Francie occidentale affaiblie ne peut intervenir et l'Église en renouveau ne tergiverse pas sur son soutien. Aussi, les rebelles, se sentant menacés, commettent l'erreur de s'allier aux Slaves et aux Hongrois païens, ce qui leur vaut de perdre une grande partie de leurs soutiens les plus efficaces.

## La renaissance d'un empire dans le monde occidental
L'intelligente utilisation des évêchés pour fonder une administration régalienne provoque le lent effacement du monde carolingien. Les grands monastères trop souvent en décadence qui monopolisaient cette fonction cruciale d'intermédiaire pratique de l'administration régalienne perdent lentement leur puissance, devenant de simples gestionnaires avisés de leurs temporels dans le meilleur des cas s'ils ne marquent pas suffisamment leur allégeance. Les évêques et leurs chapitres s'enhardissent sous la protection royale : ils revitalisent les campagnes et revalorisent leurs cités, lançant un fantastique essor urbain et laissant s'inventer un art ottonien. Partout, des villes conquérantes commencent à renaître ou à se développer, même à proximité des marches militaires, malgré les dangers de pillage et de destruction.

### L'expansion germanique à l'époque d'OttonIer

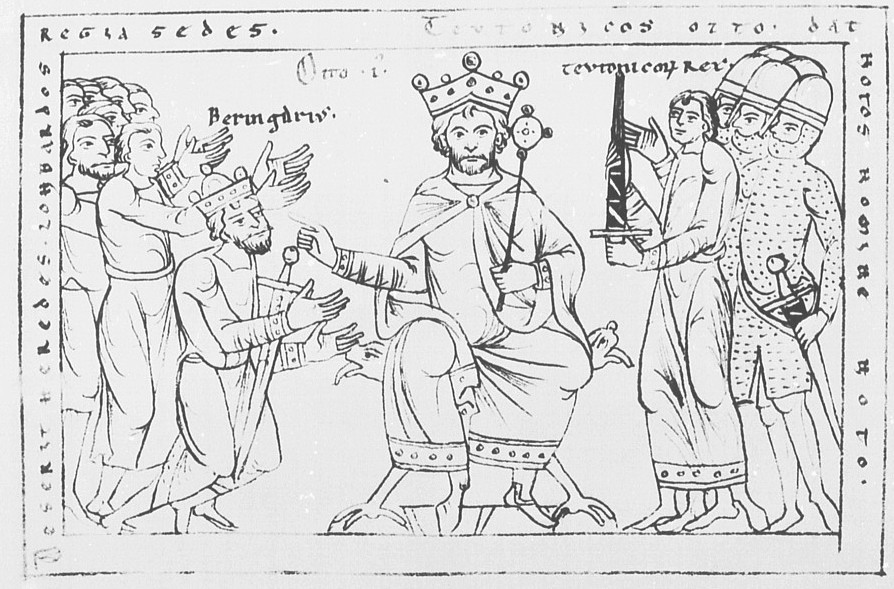
Otton le Grand recevant la soumission de Bérenger d'Ivrée.

Avant même d'avoir fini de pacifier les marges belliqueuses nordiques ou slaves, de consolider ses positions en Lotharingie et en Germanie, Otton comprend la nécessité de reprendre la judicieuse stratégie de légitimation royale qui avait été lancée par Pépin le Bref. Le souverain doit être le premier soutien de la dignité papale et doit bénéficier en retour de la délégation divine du pontife de l'Église romaine sur les autres évêques et responsables chrétiens. Otton délaisse ses anciennes vengeances et tourne son attention vers l'Italie, surpris des déboires de la couronne franque.
En Italie, la situation est très confuse. L'anarchie règne et attise les appétits des puissants voisins. Elle accroît la menace d'une conquête par les infidèles. En 950, Bérenger d'Ivrée et la marche slavisée du Frioul dominent l'Italie à la mort de Lothaire d'Arles. Les maîtres de la politique italienne emprisonnent la veuve de Lothaire, Adélaïde de Bourgogne, pour empêcher son remariage et la naissance d'un héritier légal au royaume d'Italie.
En septembre 951, Otton, décidé à une conquête guerrière si besoin, descend en Italie avec une armée complétée par les prélats lombards qui ne rechignent pas à lui apporter leur soutien. Imitant symboliquement son ancien héros Charlemagne, il prend à Pavie le titre militaire de roi des Francs et des Lombards d'Italie, le 23 septembre. Quelques semaines plus tard, il obtient la libération d'Adélaïde et, fasciné par sa beauté, l'épouse en secondes noces. Le couple se fait sacrer roi et reine d'Italie. Le pape ayant refusé de les recevoir, Otton - qui craint pour sa sécurité - quitte l'Italie en abandonnant son titre militaire de roi des Francs et des Lombards, mais laisse son gendre Conrad le Roux sur place. Bérenger peut reprendre l'initiative et accapare le titre contre un engagement de vassalité. Bérenger, demeuré seul, oublie son serment et s'attaque au pape Jean XII qui appelle Otton à la rescousse.
Depuis le début du Xe siècle, les Hongrois, ou Magyars, font de nombreuses incursions (au minimum une chaque année), chez leurs voisins pour mener des razzias, et notamment sur les territoires situé à l'ouest, soit, outre, les différents duchés dit "allemands", également l'actuel nord de l'Italie, et même jusqu'au nord de la France. Mais au milieu du siècle, le sentiment d'une appartenance chrétienne commune aux victimes, l'emporte sur les divisions. Il s'agit de défendre un mode de vie, et une organisation sociale. En effet, les Hongrois étaient nomades, païens, et organisés selon le régime tribal (différentes tribus). Tandis que leurs victimes, étaient sédentaires, chrétiens, et organisés selon un modèle étatique. Ceci se manifeste, par exemple, dans le fait que, à cette époque, certains évêques, ou abbés n'hésitent pas à prendre la tête de fortes troupes, mobilisées pour parer aux incursions. L'un des principaux points d'orgue de cette situation, nous a été rapportés à travers les chroniques historiques: Dans la chaleur d'août 955, une bande magyare dirigée par trois capitaines - Lehel, Bultzu et Boton - surgit des contreforts alpins et menace Augsbourg. L'évêque d'Augsbourg prend la tête d'une armée de paysans guerriers souabes après une défense acharnée de la ville et les repousse. Les troupes ducales qui accourent les encerclent. Les autorités souabes appellent alors les duchés voisins qui volent à leur secours. Otton Ier, dernier venu avec ses Saxons, prend le commandement des opérations et défait le 10 août les Hongrois à la bataille du Lechfeld près d'Augsbourg. Les pillards envahisseurs encerclés sont impitoyablement massacrés un par un, la légende hongroise ne rapportant que sept rescapés dans une fuite éperdue.
Par la suite, l'armée germanique, forte d'une maîtrise technique du combat, ayant fait ses preuves, et animant désormais, des concentrations massives de paysans devenus guerriers, prend l'initiative. Le 16 octobre 955, en Mecklembourg, elle écrase une coalition de Slaves de l'Elbe. Après quoi, Otton invite les chefs slaves à ne pas entrer dans les marches pour autre motif que celui du négoce, ou de protection marchande, et les chefs hongrois à se fixer dans les plaines de Pannonie, s'ils veulent bénéficier de la clémence royale. Au cours des décennies suivantes, les Hongrois renoncent aux pillages, se sédentarisent (dans la plaine de Pannonie), et se christianisent.
Ces victoires spectaculaires permettent à la royauté saxonne de jouer un rôle majeur sur le plan européen alors que les invasions s'éternisent depuis cinq longue décennies. Soldats et dignitaires religieux se doivent d'acclamer Otton comme le sauveur de la Chrétienté, un vainqueur digne d'être empereur. Face aux Slaves, il conduit une véritable politique d'expansion vers l'est. À la suite des victoires face aux Slaves et Hongrois, l'Oder est atteint.
Les marches à l'est de l'Elbe sont solidement rétablies tout en assimilant les chefs slaves christianisés :
- la vieille marche saxonne autour de l'évêché d'Oldenbourg, autrefois nommée marche suève car elle mène à la mer des Suèves ou baltique. Otton cède le duché de Saxe à son fidèle Henri Billung en 960. Sous le nom du duc Hermann, le vieux margrave Billung s'impose et installe son fils Bernard définitivement dans le duché et sa marche. Leurs héritiers dominent jusqu'en 1106. La famille laisse son nom à la marche des Billung ;
- le Nordmark, ancien nom de la Marche de Brandebourg ;
- trois petites marches chez les Sorbes[4].

Otton Ier rétablit les autres marches de l'Est, ou Ostmark, la future Autriche au sud de la Germanie, dont les Babenberg vont devenir les marquis jusqu'au XIIIe siècle.
Il reconstitue aussi la marche de Carinthie, et apparaît ainsi comme le défenseur de la Chrétienté.
Otton obtient une première allégeance théorique des rois de Bourgogne[réf. nécessaire]. La Francie occidentale quoiqu'en proie à de violentes divisions manifeste aussi sa reconnaissance diplomatique envers ce grand défenseur de la Chrétienté.

### La restauration impériale

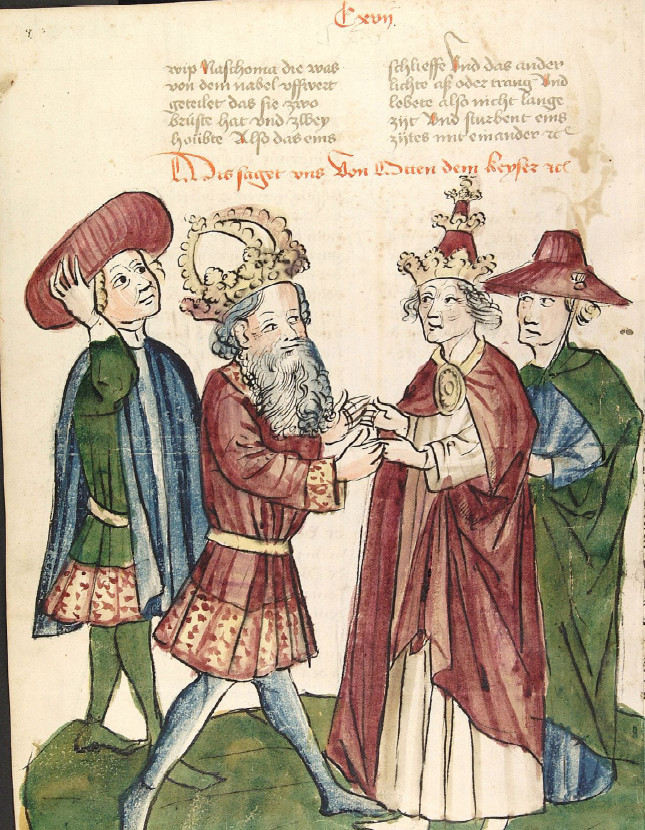
et le pape Jean XII, miniature de 1450.

Reconnaissant d'avoir été protégé des projets expansionnistes de Bérenger II, le pape fait d'Otton le successeur de l'empereur Charlemagne, qui avait protégé la papauté contre les Lombards. À ce moment, il ne s'agit pas de la fondation d'un nouvel empire mais de la restauration idéale de l'empire carolingien, rêvée au niveau d'une hégémonie territoriale.
Le 2 février 962, à Rome, Otton est couronné empereur des Romains par le pape Jean XII. La couronne, de forme octogonale symbolisant les deux cités saintes de Rome et de Jérusalem, est le symbole le plus significatif de cette monarchie sacrale. Le couronnement impérial confère à Otton le surcroît d'autorité qu'il attend. Il se trouve à mi-chemin de la cléricature et du laïcat. Les grands du royaume ne peuvent plus le considérer comme un primus inter pares car il se situe dans la sphère du sacré.
Le 13 février 962, il promulgue le Privilegium Ottonianum qui accorde au souverain pontife les mêmes privilèges que ceux que les Carolingiens avaient reconnus à la papauté, à savoir les donations faites par Pépin le Bref et Charlemagne. Mais le Privilegium Ottonianum, reprenant un diplôme de Lothaire Ier, oblige tout nouveau pape à prêter serment auprès de l'empereur ou de son envoyé avant de recevoir la consécration pontificale. Tout en donnant des privilèges au Saint-Siège, le Privilegium Ottonianum place la papauté sous tutelle impériale. Otton se souvient de ses premiers échecs politiques et religieux lors de sa première intervention en Italie.
La mainmise d'Otton gêne cependant Jean XII qui noue des contacts avec Aubert, fils de Bérenger II, ainsi qu'avec Byzance. Il va même jusqu'à reprendre la tradition, abandonnée depuis Adrien Ier (772–795), de dater ses actes à partir des années de règne des empereurs byzantins. Otton revient à Rome et Jean doit s'enfuir. L'empereur convoque un synode qui juge le pape coupable d'apostasie, d'homicide, de parjure et d'inceste. Il le fait déposer le 4 décembre 963. Jean XII est remplacé par un laïc, qui prend le nom de Léon VIII. Otton Ier exige ensuite des Romains un serment. Ils jurent « qu'ils n'éliraient ni n'ordonneraient aucun pape en dehors du consentement du seigneur Otton ou de son fils ».
L'empereur contrôle alors totalement l'élection du pape, et pouvoir compter sur la collaboration du pontife garantit l'autorité impériale sur les Églises locales du Saint-Empire. Comme Charlemagne, Otton reçoit de Rome la mission de défendre l'ordre et la paix de la chrétienté. Cependant, l'empereur est conscient que son emprise réelle sur les Romains est faible : elle n'est réelle que quand il séjourne à Rome avec son armée. Il accepte donc à la mort de Léon VIII en 965 qu'un représentant de la noblesse romaine soit élu sous le nom de Jean XIII. Cependant en 966, Otton Ier doit faire un exemple du préfet Pierre qui s'est rebellé contre le pape Jean XIII : il est pendu par les cheveux à la statue de bronze de Constantin. Cette attitude est payante : Jean XIII est ensuite respecté.
En 968, il fonde l'archevêché de Magdebourg. Cet archevêché est fondé avec des évêques suffrageants à Meissen, Mersebourg, et Zeitz dans le but de convertir les peuples slaves de l'Elbe. Mieszko Ier, premier souverain historique de la Pologne, lui rend hommage en 966. En Germanie, il rend la Bohême tributaire et vainc une ultime révolte des ducs de Franconie et de Lotharingie qui veulent défendre leurs prérogatives en face des évêchés conquérants.
Soucieux d'établir des relations avec les grandes puissances de son temps, Otton Ier envoie un ambassadeur à Cordoue dans l'Espagne arabo-musulmane. Celui-ci en revient avec Recemund (Rabi Ibn Zyad al-Usquf), représentant du calife Abd al-Rahman III, et évêque mozarabe de Grenade. Sept ou huit ambassades se succèdent jusqu'en 976.
Otton ne prend que rarement le titre d'Imperator Romanorum et Francorum que lui confère son couronnement impérial à Rome. Il préfère celui d'Imperator Augustus. Cependant il rencontre l'hostilité de l'empereur byzantin Nicéphore Phocas, qui défend le principe d'un seul Empire romain avec Constantinople comme capitale. Pour lui les autres princes ne sont que de simples rois. En 968, Otton Ier envoie Liutprand de Crémone en ambassade à Constantinople dans le but de demander à l'empereur Nicéphore II Phocas la main d'une princesse royale pour son fils. Par ce mariage, Otton Ier espère obtenir la reconnaissance par l'empereur byzantin du titre d'« Empereur et Auguste » que le pape lui a conféré. Mais à la cour byzantine, Otton est simplement appelé « Rex » et sa demande est refusée sans examen. L'empire ottonien, trop septentrional, ne peut incarner un renouveau romain. Tant que Nicéphore Phocas règne, la situation reste tendue.
Le jeune fils d'Otton, conscient d'avoir été méprisé, lâche ses troupes sur la Lucanie grecque qui est pillée et dévastée. Aussi le successeur de Nicéphore Phocas, Jean Ier Tzimiskès en difficulté sur l'ensemble des frontières accepte un compromis pour l'Italie. L'empereur byzantin garde la Calabre et les Pouilles et accepte que les principautés lombardes deviennent vassales d'Otton. Son fils Otton II épouse en 972 une parente de l'empereur, Théophano.

### La fin du règne d'OttonIer
À l'automne 972, après six années continûment en Italie, son autorité en Germanie est légèrement amoindrie : quelques conflits locaux renaissent malgré la gestion de sa fille Mathilde de Quedlinbourg, abbesse de Quedlinbourg responsable de la Germanie depuis 967. Tous les empereurs du Saint Empire connaissent ce problème durant leur longue absence : comment maintenir leur autorité des deux côtés des Alpes auprès des dignitaires en rivalité constante pour accaparer pouvoir et place ? Pour restaurer son autorité surtout auprès des peuples qui ne comprennent pas son absence, Otton malade revient participer à des cérémonies publiques. Les dignitaires pressentent sa fin. L'empereur réunit tous les évêques dans un synode à Ingelheim et répartit les diocèses vacants, objets de convoitise. Il réunit pour la fête de Pâques tous les grands laïcs du royaume dans une diète à Quedlinburg, abbaye où sont enterrés ses parents. Il meurt quelques semaines plus tard dans son palais de Memleben. Son corps est placé dans un mausolée à l'ensemble cathédral archiépiscopale de Magdebourg.
Il meurt en 973 et est inhumé dans l'archevêché de Magdebourg.

## L'organisation de l'empire
Les réformes d'administrations ottoniennes initiées depuis 919 sont capitales pour comprendre la fondation de ce qui s'appelle bien plus tard le Saint-Empire romain germanique. L'imperium rêvé, un instant en voie de réalisation pendant la courte dynastie ottonienne de 962 à 1024, n'a pourtant laissé qu'un ancrage durable, la royauté élective où s'affirment progressivement le poids des princes et une collégialité religieuse qui se perpétue après la réforme grégorienne, imposant une séparation du spirituel et de temporel.
Plus qu'un empereur par le titre, Otton est le prototype d'un grand roi d'Occident après l'an mil, sans capitale et en déplacement continuel. Le pouvoir royal se nourrit des contacts et des échanges, sa cour et ses commensaux vivent suivant les saisons et les aléas politiques sur les différents domaines royaux ou usent du droit de gîte auprès de nombreux hostes clients ou honorés. Dans le monde franc, trois niveaux de pouvoir de plus en plus attachés à un territoire précis paraissent obéir aux mêmes archétypes de direction : ils sont représentés par les comtes, les ducs et les rois. Le roi cherche à affaiblir le pouvoir ducal et à rabaisser le duc titulaire au rang de vassal. Pour assurer sa mainmise sur les ducs et les comtes, le roi accroît sa surveillance : outre le comte palatin, premier surveillant des agissements militaires des ducs et de la fiscalité des administrations comtales, le roi demande aux évêques et surtout à leurs administrations épiscopales de prêter leurs concours, récompensées par un enrichissement assuré par les péages, les droits de monnayage et de marché décentralisés. Un contrôle ultime est assuré par la chapelle royale, qui regroupe les religieux conseillers du roi pour sa diplomatie religieuse et ses choix d'hommes, notamment le recrutement des évêques.

### Un pouvoir limité
- Royaume de Germanie.
- Royaume d'Italie.
- États pontificaux.
- Royaume de Bourgogne (allié indépendant, puis incorporé en 1034, deux ans après le legs du feu roi Rodolphe II).

L'empire en l'an mil.
Royaume de Germanie.
Royaume d'Italie.
États pontificaux.
Royaume de Bourgogne (allié indépendant, puis incorporé en 1034, deux ans après le legs du feu roi Rodolphe II).
Les marches sont figurées en hachuré.

L'autorité d'Otton Ier s'étend sur d'immenses territoires qui vont de la Meuse, voire de l'Escaut à l'Elbe et de la mer du Nord à la Méditerranée. Cependant, des forces intérieures y sont très actives. La Germanie est divisée en duchés qui revendiquent une base ethnique, croyance et vœu politique en grande partie virtuelle : Saxe, Franconie, Souabe et Bavière.
L'empire ottonien, qu'il soit appelé regnum theutonicorum en latin ou Reich der Deutschen, intègre des populations germaniques, romanes et slaves. Otton Ier n'est-il pas dénommé suivant les textes rex Saxonum, rex Francorum ou rex Romanorum ? Le roi Otton rappelle ainsi les premières fonctions du parcours familial, son grand-père Otton le pacifique, comte de Thuringe, et son père Henri duc de Saxe : il dispose à la base d'une administration au niveau de l'excellence comtale, d'une armée correspondant à la puissance militaire saxonne, celle du plus fort duché du royaume.
Mais il ne peut plus compter sur l'administration de surveillance carolingienne ; les missi dominici surveillants avisés des comtes ont disparu. Pour asseoir son autorité sur les grands, la royauté s'oppose à l'hérédité des fonctions et dignités et parvient à imposer à grand peine un pouvoir de nomination. Parce qu'il est d'abord un redoutable chef de guerre, le roi saxon peut déposer un duc désobéissant sur le territoire du duché concerné, mais l'exercice reste délicat. Il peut par défaut modifier les contours d'un duché. Mais cela n'est pas suffisant pour contrôler vraiment les ducs. Otton Ier crée donc l'institution des ducs palatins dont le rôle est de contrôler les ducs et d'administrer les biens royaux. Mais cette institution ne fonctionne vraiment que dans les régions rhénanes.
Les ressources financières royales sont réduites aux revenus du domaine propre du souverain. Les biens d'Otton Ier sont cependant très importants. Ils sont constitués des restes des biens ayant appartenu aux Carolingiens et des biens propres des Ottoniens. Au centre de chaque domaine royal, se trouve une villa. C'est là que vit le provisor, c'est-à-dire le gestionnaire des biens royaux. Il est assisté de ministériaux d'origine modeste qui servent fidèlement les Ottoniens. Mais les biens royaux sont insuffisants pour satisfaire les besoins du souverain. Au cours de ses déplacements, il profite de son droit de gîte pour être reçu par les grands et les prélats. Cette hospitalité coûte très cher aux hôtes.
Le caractère électif de la fonction est une source d'affaiblissement du pouvoir impérial. Certes, Otton Ier comme son père demande aux grands d'élire son successeur de son vivant, ce qui lui permet de contrôler cette élection, mais le principe porte en lui un germe d'affaiblissement du pouvoir. Otton II est élu à l'âge de 6 ans puis il est couronné en 961 à Aix-la-Chapelle par la volonté de son père vivant. Sous Otton Ier, ni les règles de procédure, ni la composition du corps électoral ne sont fixées. Toutes les minorités ethniques allemandes à pouvoir politique doivent être représentées. Pour renforcer son pouvoir Otton Ier choisit d'être sacré, ce qui lui confère une certaine « sainteté ». Il est ainsi habité par l'esprit de Dieu, se distinguant par là-même du reste de l'humanité. Le caractère sacral donne à l'empereur les moyens d'obtenir de ses sujets une obéissance absolue (du moins en théorie).

### Un gouvernement décentralisé mais efficace dans les grandes lignes
Otton Ier est un souverain itinérant. Il va là où les affaires et les guerres l'entraînent. Il séjourne juste un peu plus longtemps en Thuringe et en Saxe, en particulier à Magdebourg, la ville reconstruite par son père qu'il affectionne et où il choisit de se faire enterrer. Le souverain est entouré dans ses déplacements par des services royaux très réduits. À la cour, les principaux officiers sont le sénéchal, le bouteiller, le maréchal et le chambrier. Ces offices sont remplis par les grands secondés par du personnel d'origine servile. Les diètes sont convoquées dans les villes qui peuvent accueillir de nombreux seigneurs : Grone près de Göttingen, Goslar, Ratisbonne, Mayence. Les décisions de la diète sont enregistrées par la chancellerie. Celle-ci comprend, à l'époque d'Otton Ier, deux sections : l'allemande et l'italienne créée en 962. Le titre d'archichancelier est dévolu à celui qui dirige la première chancellerie, l'archevêque de Mayence. L'archevêque de Cologne dirige la seconde chancellerie. Ces fonctions sont honorifiques. La réalité du travail est effectuée par des notaires, des secrétaires et des scribes en général allemands même pour les affaires italiennes. Ils sont formés dans des écoles spécialisées comme celle de Kaiserswerth. La chancellerie ne possède pas d'archives car la plupart de ses écrits sont des privilèges envoyés à des individus ou à des communautés. On ne trouve pas pour la période ottonienne l'équivalent des capitulaires carolingiens. La justice reste une prérogative royale mais Otton n'a pas de cour suprême pour l'aider dans cette tâche. Elle est rendue par oral.

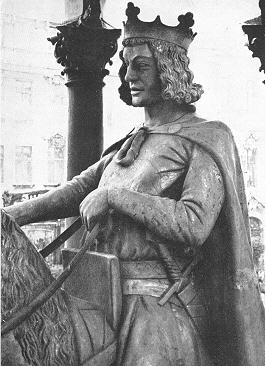
Statue de 1240, le cavalier de Magdebourg. Cette statue équestre est une représentation peut-être fidèle d'.

L'empereur germanique est un chef de guerre. Il dispose du droit de ban (droit de commandement) qui lui permet de lever des troupes. En cas de danger imminent, il utilise le clamor patriae. À ce moment-là, tous les hommes libres de l'Empire doivent se mobiliser. Dans les faits, les paysans sédentaires autrefois libres vont de moins en moins au combat lointain dans une période où leurs libertés diminuent. Mais l'urgence des invasions et le pragmatisme saxon ont modifié les pratiques militaires carolingiennes élitistes, rétribuant seulement l'appel militaire des chevaliers. Un réseau de châteaux construit en quelques décennies par la main d'œuvre paysanne couvre l'Allemagne du Sud et l'Italie du Nord. La population solidaire des modestes burgs rend les incursions hongroises difficiles avant de les empêcher totalement. Les appelés paysans sont organisés sur le modèle des milites agrarii en Saxe, souvent utilisés uniquement pour garder les châteaux. Toutefois, pour les longues expéditions, ce sont surtout les loricati, les chevaliers cuirassés qui sont mobilisés. En 981, peu de temps après la mort d'Otton Ier, il est possible de mobiliser 6 000 chevaliers en Allemagne. Les Italiens fournissent aussi des contingents armés.

### Les margraves
Les margraves, marquis en français, dirigent les marches. Ils disposent des châteaux et du commandement militaire de leur marche. Ils peuvent au nom de l'empereur donner des biens à l'Église. Ils perçoivent, pour le roi dans un premier temps, puis dans un second temps pour leur propre compte, le Wozot, une redevance en grain due par les paysans. Ils perçoivent aussi les tonlieux, redevance sur les marchés et sur la circulation des marchandises. Pour développer les marches, il est fait appel à des Allemands venus de l'ouest de l'Empire, principalement des communautés de paysans des Pays-Bas, de la Franconie et de Thuringe attirés par des parcelles plus grandes et des droits féodaux plus légers. Les premiers bourgs apparaissent.

### L'Église, clef de voûte de l'administration ottonienne

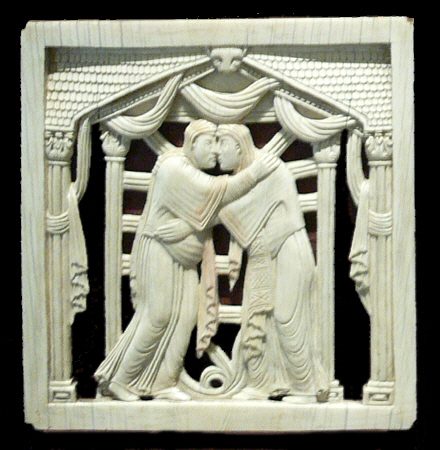
Relief en ivoire donné par Otton à la cathédrale de Magdebourg.

Sous les Carolingiens, la mise en place progressive de l'hérédité des charges avait fortement contribué à l'affaiblissement de leur autorité. Pour éviter une pareille dérive, Otton, qui sait ne pas pouvoir trop compter sur la fidélité des relations familiales, s'appuie sur l'Église germanique et lotharingienne qu'il comble de bienfaits mais qu'il assujettit. Les historiens ont donné au système qu'il a mis en place le nom de Reichskirchensystem. Il faut dire que l'Église avait maintenu vivante l'idée d'Empire. Elle avait soutenu les ambitions impériales d'Otton Ier.
Les évêques et les abbés constituent l'armature de l'administration ottonienne. L'empereur s'assure la nomination de tous les membres du haut clergé de l'empire. Une fois désignés, ils reçoivent du souverain l'investiture symbolisée par les insignes de leur fonction, la crosse et l'anneau. En plus de leur mission spirituelle, ils doivent remplir des tâches temporelles que leur délègue l'empereur. Ainsi l'autorité impériale était-elle relayée par des hommes compétents et dévoués. Cette Église d'empire ou Reichskirche, assure la solidité d'un royaume pauvre en ressources propres. Elle permet de contrebalancer le pouvoir des grands ducs de Bavière, Souabe, Franconie, Lotharingie.
Au sein du comté de Frise et de Hollande, créé par Henri Ier, l'évêché d'Utrecht constitue, jusqu'aux environs de 1100, l'entité la plus puissante. À côté de ces Pays-Bas du Nord en devenir, Liège et Cambrai émergent au Sud.
La chapelle royale devient une pépinière pour le haut-clergé. Le pouvoir impérial choisit ses hauts dignitaires de préférence dans sa parentèle, proche ou élargie. Celle-ci bénéficie des plus hautes charges épiscopales ou monastiques. Le meilleur exemple en est le frère propre d'Otton, Brunon, évêque de Cologne, qui adopte la règle de l'abbaye de Gorze pour les monastères de son diocèse. On peut citer aussi Thierry Ier, cousin germain d'Otton, évêque de Metz de 965 à 984 ; un parent proche d'Otton, le margrave de Saxe Gero, qui fonde l'abbaye de Gernrode vers 960-961, en Saxe ; Gerberge, nièce de l'empereur, abbesse de Notre-Dame de Gandersheim. Dans chaque diocèse, on peut ainsi trouver un membre de l'entourage royal car Otton a pris soin de retirer aux ducs le droit de nommer les évêques, y compris dans les diocèses situés dans leurs propres duchés.
Le monachisme mis en partie à l'écart des relais du pouvoir régalien se rénove et entreprend le redressement des monastères défaillants en fournissant des remplaçants vertueux des moines indignes et chassés. À côté des vieux monastères de Fulda, Corvey, Saint-Gall ou Tegernsee, toujours prestigieux, apparaissent les abbayes de Brogne, de Saint-Vanne-de-Verdun et surtout de Gorze. Fondée en 933, en Haute-Lorraine, cette dernière connaît un prodigieux développement dans les terres de l'Empire, digne de celui de l'ordre de Cluny en France et ailleurs.

## Renaissance ottonienne
La renaissance ottonienne est d'abord un simple retour conservateur à l'ordre et à la justice apporté par une royauté forte après les oppressions, les désarrois et les incertitudes de la déchéance carolingienne. Amplifiée par l'ensemble du monde franc en croissance, elle prend outre sa dimension motrice intrinsèque à la fois administrative et régalienne, trois aspects majeurs :
- une ouverture indéniable des échanges et surtout un essor marchand déjà en grande partie urbain ;
- une forme d'art empruntant à l'Antiquité romaine ses formes et ses principes, l'ensemble mis en fusion dans un modèle germanique original ;
- une vie spirituelle puisée dans la rencontre des mondes nordiques, slaves et méditerranéens dans le respect de la tradition chrétienne[23].

### Le développement de l'économie marchande
Avec la généralisation du denier d'argent par les Carolingiens une révolution économique est en cours : les surplus agricoles deviennent facilement commercialisables et on assiste dans tout l'Occident à la multiplication de la productivité et des échanges. En réunissant Italie et Germanie dans le même empire, le royaume d'Otton Ier contrôle les principales voies de commerce entre l'Europe du Nord et la Méditerranée. Le trafic commercial avec Byzance et l'Orient transite en effet par la Méditerranée vers l'Italie du sud et surtout le bassin du Pô et rejoint celui du Rhin via les voies romaines traversant les cols alpins. Cette voie pourtant longue et coûteuse est à l'époque plus utilisée que la traditionnelle voie rhodanienne, d'autant que l'Adriatique est plus sûre que la Méditerranée occidentale où sévissent les pirates Sarrasins. Otton sait garder la mainmise sur les péages et développer les marchés nécessaires à l'augmentation de ce trafic. Ainsi contrairement à ce qui se passe en Francie occidentale, Otton garde le monopole du contrôle de la frappe monétaire et fait ouvrir de nombreuses mines d'argent dans le Harz, en particulier près de Goslar. Or, la création d'un atelier monétaire dans une ville épiscopale ou une abbaye entraîne la création d'un marché où peut être prélevé le tonlieu. Cette puissance monétaire et commerciale lui permet de rétribuer la participation administrative des évêchés et des abbayes à qui le souverain rétrocède avec les gains surveillance pacifique des populations et gestion monétaire et mercuriale, mais aussi d'étendre son influence à la périphérie de l'empire: les marchands italiens ou anglais ont besoin de son soutien, les Danois deviennent des relais et des partenaires commerciaux, les Slaves adoptent le denier d'argent…
En 968, Otton octroie à l'évêque de Bergame, les revenus de la foire fréquentée par les marchands de Venise, de Comacchio et de Ferrare. Le but est d'aider cette ville, qui a été dévastée par les Hongrois. La documentation est très riche sur les marchands d'Allemagne : elle indique qu'il existe de nombreux marchands à Worms, Mayence, Passau, Magdebourg, Hambourg et Mersebourg. De nombreux marchands juifs commercent dans les villes allemandes.

### Les débuts de l'art ottonien
L'art ottonien recouvre une période allant du milieu du Xe siècle à la fin du XIe siècle à l'intérieur de l'empire germanique. C'est donc sous le règne d'Otton Ier que cet art commence à se développer. La famille impériale et les grands personnages laïcs ou religieux donnent une impulsion déterminante à l'art. L'art ottonien emprunte quelques caractéristiques de la période carolingienne, mais il est aussi influencé par l'art de l'Antiquité tardive et l'art byzantin. Il permet l'expression d'une spiritualité en mouvement. L'église Saint-Pierre-aux-Nonnains de Metz en est un bon exemple, ainsi que l'église Saint-Cyriaque de Gernrode en Saxe. Cet édifice roman possède un double chœur et des tribunes byzantines. On emploie beaucoup de pierres brutes ou polies du type saphirs, rubis, émeraudes dans la statuaire et les arts décoratifs. De cette époque datent aussi la généralisation de la gravure sur plaques d'ivoire, comme le cadeau d'ivoires d'Otton Ier à l'évêché de Magdebourg composés de carrés de 12 × 12 encadrés, représentant des scènes religieuses.
L'art de l'enluminure, s'il n'est plus que relictuel dans l'entourage royal, l'école du palais ayant disparu, reste présent dans des ateliers monastiques spécialisés, à l'abbaye de Reichenau, à l'abbaye de Fulda et à l'abbaye d'Echternach. Le haut clergé, enrichi par l'association avec le pouvoir régalien, constitue une caste de commanditaires et de mécènes, parmi lesquels Egbert de Trèves et Bernward de Hildesheim.
Les belles-lettres ne sont pas oubliées par le mécénat des grands prélats et dignitaires religieux. Le propre frère d'Otton, Brunon de Cologne, cultive les lettres et encourage les études. Le moine Widukind de Corvey écrit une célèbre Histoire des Saxons (Rerum Gestarum Saxonicarum libri III) adressée à Mathilde, fille de l'empereur Otton Ier. Au sud de la Germanie (redevenue Empire, l'école de Saint-Gall demeure incontournable, grâce à des maîtres remarquables : un moine anonyme écrit l'ancêtre de la chanson de geste, le Waltharius ; Notker le Physicien (mort en 975) est l'un des premiers à traduire en langue germanique des ouvrages latins aussi bien profanes que religieux. Hrotsvita, moniale au chapitre des dames nobles de l'Abbaye de Gandersheim en Saxe, écrit en latin une œuvre poétique. Il s'agit d'une série de poèmes qui constituent un livre de légendes autour de quelques figures de la sainteté (la Vierge Marie), Gengoul, Pélage, Théophile, Denys l'Aréopagite, Agnès, etc.). Entre 967 et 968, elle rédige aussi une épopée sur le règne d'Otton Ier, commandée par l'abbesse de Gandersheim Gerberge, une nièce d'Otton.
L'intérêt d'Otton pour les lettres se retrouve dans le choix du précepteur de son fils. Il est impressionné par les connaissances de Gerbert d'Aurillac, futur pape, qui lui a été présenté par Borell II, comte de Barcelone. Il lui confie l'éducation du futur Otton II.

### Sanctuaires

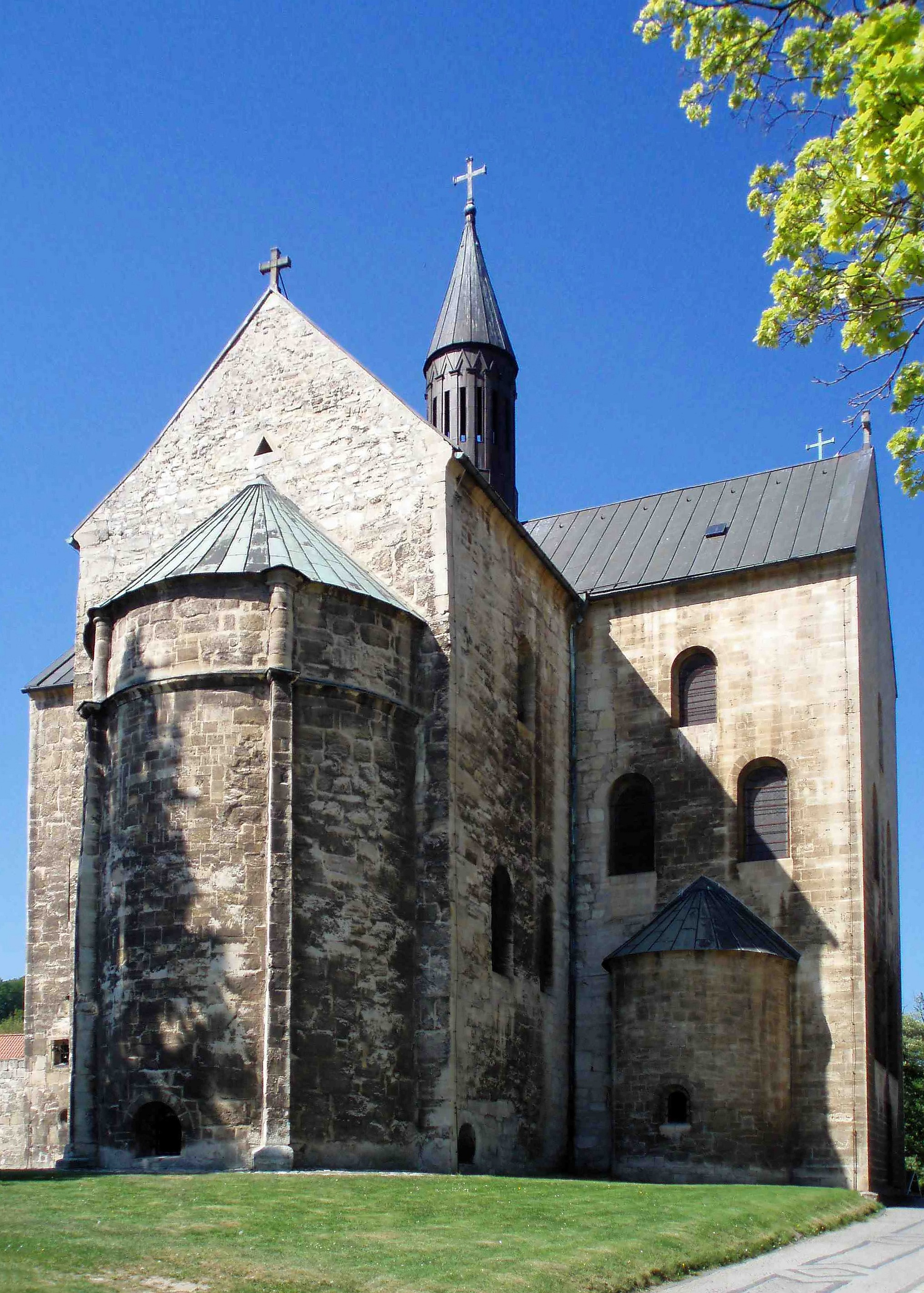
L'église de Gernrode.

Les clercs célèbrent en Otton un nouveau Charlemagne. La vie spirituelle et religieuse connaît un nouvel essor. L'époque ottonienne se caractérise par une période de réforme des monastères dans une grande partie de l'Occident chrétien. Otton Ier fonde l'abbaye Saint-Maurice de Magdebourg en 937 en faisant venir des bénédictins de Trèves. Toute sa vie, il entretient des liens très privilégiés avec les hauts dignitaires de l'Église, travaillant aussi avec eux aux réformes monastiques de son temps. Il n'en est certes pas à l'initiative, mais il n'en demeure pas moins un acteur dynamique.
La réforme clunisienne, qui commence vers 960-965, peut compter sur l'aide de la seconde épouse d'Otton, l'impératrice Adélaïde, sœur du roi Conrad III de Bourgogne, et canonisée plus tard par l'Église. Un autre mouvement important de réforme monastique se développe à partir de l'abbaye de Gorze, dans le duché de Lorraine. C'est dans les régions reconquises que sont fondées des abbayes prestigieuses comme celles de Melk, et de Saint-Florian en Autriche.
Le renouveau spirituel et religieux se manifeste aussi par la construction d'églises ou de cathédrales, comme celle de Magdebourg. En 937, une première église avait été fondée et consacrée à saint Maurice. Les travaux, financés par Otton Ier, respectent la mode romaine. Ce premier édifice, grandiose et équilibré, avait probablement une nef à quatre bas-côtés, une largeur de 41 mètres, une longueur de 80 mètres, et une hauteur estimée à environ 60 mètres. Cette église a été agrandie en 955 lorsqu'elle obtint le statut de cathédrale. Elle fut, à l'époque, décorée par des plaques d'orfèvrerie exécutées à Milan et racontant des scènes du Nouveau Testament. Détruite en 1207 par un incendie, elle fut ensuite reconstruite.

### L'institution royale élective et aristocratique
Le pouvoir politique saxon dont le sommet régalien n'est qu'une forme étendue d'un pouvoir ducal et d'une administration comtale prend appui sur des archaïsmes :
- la nécessité d'une défense solidaire aux marges du regnum francorum reprise et étendue par les premiers Carolingiens ;
- la lignée matrimoniale qui donne à l'oncle ou au grand-oncle le pouvoir formateur en retour d'une dépendance.

L'aristocratie saxonne, commandée par une lignée de chefs élective, parvient surtout au pouvoir par la déliquescence des formes de pouvoir antérieures. Constats d'impuissance, elle met plusieurs longues décennies à évacuer les puissantes intrusions magyares et nordiques au centre du monde franc et germanique. Là où l'émiettement du pouvoir tend à laisser la place à des régulations locales violentes comme en Francie occidentale ou à des structures politiques déjà complexes comme en Italie, le souverain saxon ne peut dépasser la force brute impuissante que par un contrôle familial légitime et une régulation administrative précaire répartie entre châtellenies. Ainsi les femmes saxonnes de sa famille sont des pièces maîtresses de sa politique de contrôle du royaume de France, et il escompte de même de l'autorité de son épouse Adélaïde en Italie. L'échec italien de la dynastie ottonienne ne laisse que la tentation aux autres rois prétendus héritiers de recommencer l'aventure. La première lignée capétienne, en partie saxonne par les femmes, ne saisit qu'un pouvoir de justice religieux alors que le duché militaire robertien perd en efficacité. Il faudra attendre les mutations sociales du début du XIIe siècle pour donner une véritable assise à ce pouvoir régalien, longtemps cantonné à une région.

### Jugements de l'historiographie médiévale
L'historiographe Widukind de Corvey rédige avec la Rerum Gestarum Saxonicarum une Histoire des Saxons pour Mathilde, la fille d'Otton le Grand. Widukind devait savoir que le contenu de son œuvre serait connu de l'empereur. À plusieurs reprises, il souligne que c'est le dévouement (devotio) qui l'a conduit dans l'écriture et prie pour la clémence (pietas) de son seigneur quand il lira son œuvre. Widukind commence son récit sur l'archevêque Frédéric de Mayence qui s'était opposé à Otton Ier de la manière suivante : « Il ne m'appartient pas de communiquer la raison de la chute et de révéler les secrets royaux. Cependant je crois devoir satisfaire à l'histoire. S'il arrive que l'on dut me reprocher quelque chose, puisse-t-on me le pardonner ». On ne doit cependant pas oublier que le topos de l'humilité fait partie des topoi de l'historiographie.
Toutefois Widukind met en œuvre une étonnante stratégie de légitimation. Il n'évoque pas le couronnement de l'empereur et développe une représentation libre de toute intervention romaine. À la place d'une sacralisation par le pape et un couronnement impérial, Widukind présente une acclamation de l'empereur par l'armée victorieuse. La victoire d'Otton Ier à la bataille du Lechfeld devient l'acte véritable de la légitimation du pouvoir impérial. Parallèlement à ce couronnement dans le style antique, c'est-à-dire un couronnement par les soldats, se mélangent chez Widukind des conceptions germaniques et chrétiennes du pouvoir et de l'héroïsme. L'empereur n'est pas un seigneur universel mais un rex gentium germanique, un roi au-dessus des peuples. Enfin, Widukind célèbre les conquêtes permises par le long règne d'Otton Ier : « L'empereur a régné avec une grâce paternelle, libéré ses sujets des ennemis, vaincu les Hongrois, les Arabes, les Danois et les Wendes, soumis l'Italie, détruit les idoles des voisins païens et institués des églises et des communautés religieuses ».

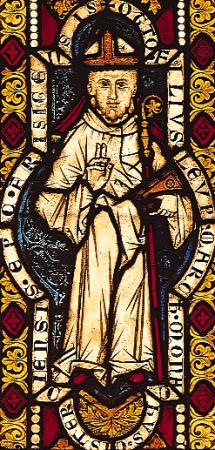
Othon de Freising.

Liutprand de Crémone se trouvait tout d'abord au service de Bérenger d'Ivrée. Après une brouille avec ce dernier, il trouve refuge chez Otton qui le nomme évêque de Crémone. Dans son œuvre principale intitulée Antapodosis (revanche), Liutprand cherche à représenter les faits de tous les souverains d'Europe. Le titre Revanche fait référence à un règlement de comptes avec le roi Bérenger II que Liutprand cherche à stigmatiser comme tyran. Selon Liutprand, la suprématie des ottoniens est voulue par Dieu. C'est ainsi que Henri Ier de Germanie est un seigneur humble qui surmonte sa maladie et qui vainc les Hongrois. Otton Ier est son digne successeur qui vainc ses ennemis également avec l'aide de Dieu. Liutprand connaît la cour byzantine grâce à plusieurs légations. La représentation ironique qu'il fait de la vie à la cour de Byzance sert la gloire d'Otton et souligne la grandeur de sa puissance.
L'historiographe Dithmar décrit le règne d'Otton Ier environ quarante ans après la mort de ce dernier avec les mots suivants : « De son vivant rayonnait l'ère dorée ! ». Il célèbre Otton comme le souverain le plus important depuis Charlemagne.
Le trait caractéristique de ces trois représentations est le suivant : Otton est présenté comme l'instrument de Dieu. Otton est un roi puissant car il agit de manière droite et obtient ainsi la protection et l'aide de Dieu. Toute une série d'œuvres sur l'histoire ottonienne parues du vivant du souverain ou peu après sa mort montrent Otton le Grand comme un héros. Ces œuvres célèbrent ses succès, louent la manière avec laquelle il mena l'empire et lui attribuent toutes les qualités qu'un roi doit posséder. Cependant, on peut également noter que pendant le règne ottonien, une critique s'est formulée qui est allée jusqu'à affirmer que la mort du souverain est une vengeance divine. Cette critique a principalement été formulée dans la ville d'Halberstadt où Otton jouissait d'une très mauvaise réputation après avoir considérablement réduit le diocèse au profit de l'archevêché de Magdebourg et de l'évêché de Mersebourg.
Le surnom de Grand a été utilisé au plus tard à partir du milieu du XIIe siècle grâce à la chronique d'Othon de Freising qui écrit : « Otton a ramené l'empire des Lombards aux Francs germaniques de l'Est et a sans doute ainsi été le premier nommé Roi des Allemands, même si l'empire est resté celui des Francs où seule la dynastie régnante a changé ».
À la fin du XIIIe siècle, le chroniqueur dominicain Martin d'Opava décrit Otton Ier comme le premier empereur des Allemands (primus imperator Theutonicum).

### Otton le Grand et la recherche historique allemande
Au XIXe siècle, sous le couvert d'intérêts nationaux, on oppose la politique italienne d'Otton et la politique de l'Est de Bismarck. La politique d'Otton est présentée comme funeste à cause de la fixation faite sur l'Italie. Cette question donne lieu à une controverse historique entre les historiens Sybel et Ficker qui sera réglée par Wilhelm von Giesebrecht en 1859. Sur le règne d'Otton, Giesebrecht écrit qu'il constitue la « période pendant laquelle notre peuple - fort de son union - connut le plus haut développement de sa puissance, où il ne maîtrisait pas uniquement son propre destin, mais commandait aussi d'autres peuples, où l'homme allemand était le plus important dans le monde et où le nom allemand avait sa résonance la plus complète ».
L'historien prussien Heinrich von Sybel provoque une controverse avec Giesebrecht en affirmant qu'Otton n'a pas « sauvé l'Allemagne et l'Europe de la misère et du vide consécutifs à une époque sans empereur ». L'expansion à l'Est est selon lui inhérente au peuple allemand. Charlemagne, Otton le Grand et Frédéric Barberousse ne l'ont pas encouragée mais risquée de manière selon lui « irréfléchie ». Giesebrecht riposte en 1861 que sa vision du monde et du passé ne se différencient de celles de Sybel que par le point cardinal qui les gouverne. Le développement du pouvoir et l'influence dominatrice sont aussi les bases de sa réflexion. Toujours en 1861, Julius Ficker se joint à la controverse historique en reprochant à Sybel de faire des anachronismes : à l'époque d'Otton, il n'existait pas encore de nation allemande. Pour Ficker, ce n'est pas l'empire qui est responsable de sa chute, mais plutôt Barberousse et son intervention sans mesure en Sicile. Leopold von Ranke s'est quant à lui tenu hors de cette controverse en essayant d'interpréter l'empire ottonien plutôt à travers l'opposition entre le monde romain et le monde germanique, c'est-à-dire entre la politique italienne et la politique à l'Est, l'une étant représentée par l'Église et l'autre par l'empereur en Saxe. La controverse a eu pour heureuse conséquence des approches démarquées comme celles de Karl Lamprecht sur l'histoire culturelle et l'historisation de la pensée et des mentalités. Elle a également ouvert des perspectives européennes du fait de l'alternance des positions des différents participants : partisans d'une grande ou d'une petite Allemagne, prussiens ou autrichiens, protestants ou catholiques.
Cette controverse a divisé durablement le champ de recherche historique, laissant son empreinte sur les jugements des historiens encore au début du XXe siècle. Pour Heinrich Claß, la politique italienne a été « funeste et mère du malheur ». Longtemps, Otton a été considéré comme le fondateur de l'Empire médiéval allemand. À partir des ruines de l'empire carolingien, il a mené à l'unité les Saxons, les Thuringeois, les Francs, les Bavarois, les Souabes et les Lorrains. L'intervention de l'empereur à l'Est, au Sud et l'Ouest et son couronnement impérial a mené le peuple allemand à la première place parmi les peuples européens.

### Récupération politique nationaliste et national-socialiste
En 1876, Ernst Dümmler voit le règne d'Otton comme une « expansion pleine de vigueur », un « élan national à travers le cœur du peuple » qui a « commencé seulement à cette époque à s'appeler allemand et à se sentir allemand ». En 1936, Robert Holtzmann dédié sa biographie d'Otton « au peuple allemand » en faisant remarquer que ce dernier a « montré le chemin du Moyen Âge à l'histoire allemande », que ce dernier « n'a pas seulement marqué le début de l'empire allemand mais véritablement régné pour des siècles ».
Sous le national-socialisme, on répand la thèse que c'est sous Henri Ier de Germanie que le peuple allemand s'est rassemblé et qu'Otton le Grand a consciemment essayé de le redresser et de le cultiver. Ces thèses sont enseignées dans les centres de formation du parti, jusque dans le journal officiel, le Völkischer Beobachter. À l'inverse, Heinrich Himmler et ses historiens tel Franz Lüdtke voient en Henri Ier le seul fondateur du peuple allemand.
Adolf Hitler se rallie quant à lui aux thèses défendues par Sybel. Dans Mein Kampf, il nomme trois phénomènes capitaux et durables issues de l'histoire allemande : la conquête de l'Ostmark, la conquête du territoire situé à l'Est de l'Elbe et la fondation de l'État prusso-brandebourgeois. C'est ainsi qu'en tant que nouveau commandant de la Wehrmacht, il nomme Unternehmen Otto (entreprise Otton) la directive pour l'invasion de l'Autriche le 11 mars 1938. Le 24 mai 1938, Hitler donne pour consigne supplémentaire de débaptiser l'Autriche en Ostmark. Le nouveau chef d'État-major d'Hitler Franz Halder qui n'avait pas participé à l'Unternehmen Otto, prépare une campagne contre la Russie en 1940 et la baptise Plan Otto. Afin d'éviter toute confusion, Halder la renomme opération Barbarossa.

### Otton, figure annonciatrice de l'état régalien?
En 1962, à l'occasion du millénaire du couronnement d'Otton, on perçoit toujours ce dernier comme celui qui a porté « en lui une conception ferme d'un État entier allemand fort ». Otton a réussi à « unifier l'empire de l'intérieur, à repousser victorieusement vers l'extérieur les attaques ennemies, à élargir le territoire impérial et à étendre sur pratiquement toute l'Europe la sphère d'influence allemande, si bien que l'on peut qualifier l'Empire d'Otton Ier comme la première tentative d'une unification européenne ».
Ainsi les historiens de l'Allemagne d'aujourd'hui mettent l'accent sur l'action « européenne » d'Otton. L'enthousiasme par rapport à un accomplissement national au Xe siècle n'est plus de mise, l'idée de « nation » étant en Allemagne considérée comme sulfureuse, à cause de son passé au XXe siècle, et l'identité allemande étant devenue moins lisible.
En 2001, Johannes Laudage considère le changement de structure voulu et imposé par Otton comme l'une de ses actions les plus importantes. Ce changement réside essentiellement dans une « accentuation de son pouvoir de décision et de son autorité ».

## Unions et descendance

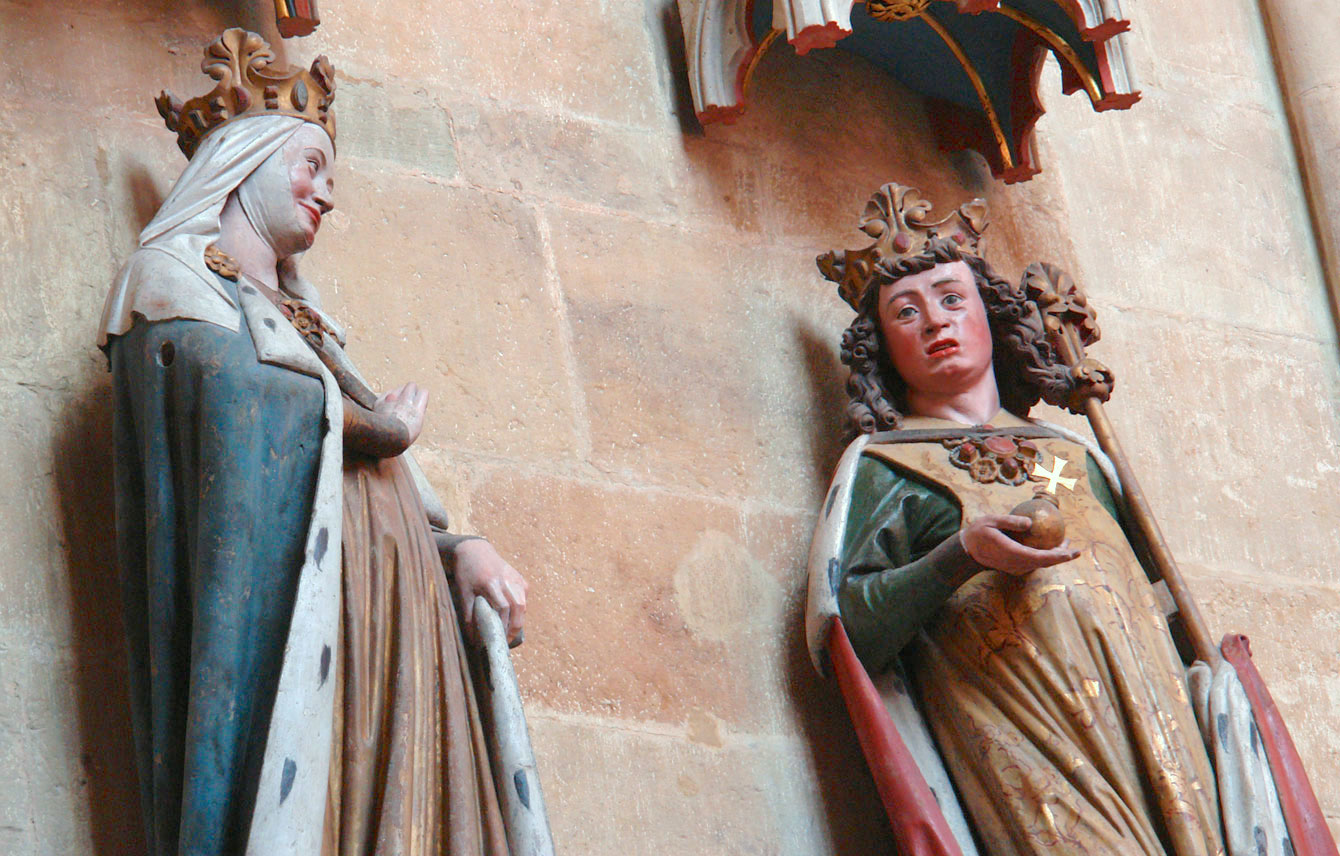
et sainte Adélaïde, statues de la cathédrale de Meissen.

D'une première épouse dont le nom est inconnu :
- Guillaume (v. 929 - 2 mars 968), archevêque de Mayence.

Avec Edith de Wessex (910 - 29 janvier 946), fille d'Édouard l'Ancien :
- Liudolf de Souabe (930 - 957), duc de Souabe ;
- Liutgarde (931 - 953), épouse de Conrad le Roux, duc de Lotharingie.

Avec sainte Adélaïde de Bourgogne, fille de Rodolphe II de Bourgogne, et veuve de Lothaire d'Arles, roi d'Italie :
- Henry, mort jeune ;
- Bruno, mort jeune ;
- Mathilde (955 - 6 février 999), abbesse de Quedlinbourg ;
- Otton II (955 - 7 décembre 983) ;
- Richlind [Riguelinde] (? - ap. 1er novembre 1007) épouse Konrad [Kuno] von Öhningen, futur Duc de Souabe[56].

## Postérité
Otton est un personnage incontournable de l'historiographie médiévale. Alors que ce souverain, un des hommes forts de son temps, est une figure d'un modèle politique de gouvernement stable encore en gestation - la royauté élective - les historiens du XIXe siècle ne cessent de l'ériger avec exagération en sauveur ou en rassembleur à l'origine de la puissance du peuple allemand. La récupération politique aiguillonnée par les présupposés nationalistes, le pangermanisme, voire la mythologie nationale-socialiste ont exploité les profondes divisions engendrées par ce débat historique qui perdure[réf. nécessaire]. Aujourd'hui les historiens du XXIe siècle réécrivent un nouveau chapitre de la conception qu'il faut avoir de son action pour la compréhension des hommes de notre époque. Chaque époque récupère à son profit les grands personnages du passé. Otton à ce titre est une figure majeure de l'histoire allemande.